# Battery Point (hrabstwo Pictou)
Battery Point – przylądek (point) w kanadyjskiej prowincji Nowa Szkocja, w hrabstwie Pictou (45°40′35″N, 62°42′04″W), wysunięty w zatokę Pictou Harbour, na jej północnym brzegu; nazwa urzędowo zatwierdzona 22 marca 1926.